# Бидайык (Костанайская область)
Бидайык (каз. Бидайық) — село в Джангельдинском районе Костанайской области Казахстана. Административный центр Бидайыкского сельского округа. Код КАТО — 394245100.

## Население
В 1999 году население села составляло 389 человек (206 мужчин и 183 женщины). По данным переписи 2009 года, в селе проживал 161 человек (92 мужчины и 69 женщин).

## Достопримечательности
Мавзолей (мазар) казахского литератора и политика Миржакипа Дулатова, перезахороненного в Бидайыке в октябре 1992 г.